# Farkas-kői-sziklaüreg
A Farkas-kői-sziklaüreg Magyarország megkülönböztetetten védett barlangjai között van. Őskőkorszaki régészeti leletek és pleisztocén őslénytani leletek kerültek elő belőle. A Bükki Nemzeti Parkban található. Három bejáratú átjáróbarlang.

## Leírás
Cserépváralja külterületén, a településtől északkeletre, a Kő-völgy felső szakaszán, a Kis-Farkas-kő keleti oldalában, sziklás részen, erdőben, 25–30 méter relatív magasságban van a három bejárata. Van egy 2,75 méter széles, öt méter magas, ovális alakú, lejtő tengelyirányú bejárata, egy 2,7 méter széles, 2,8 méter magas, ovális alakú, vízszintes tengelyirányú bejárata és egy 30 centiméter széles, 1,3 méter magas, hasadék alakú, függőleges tengelyirányú bejárata. A turistatérképek jelölik a helyét barlangjellel és a nevének a feltüntetésével.
Az öt méter magas bejáraton át lehet a Sziklaodú nevű részbe jutni. A 2,8 méter magas bejárat a Sziklaodú bejáratától északra, hét méterre, másfél méterrel lejjebb nyílik és a Kőfülke nevű részbe vezet. A Sziklaodú és a Kőfülke között van egy szűk, kétszer megtört vonalú átjáró.
Felső eocén mészkőben, Szépvölgyi Mészkő Formációban alakult ki. Inaktív, fosszilis forrásbarlang. Tektonikus hasadék mentén a kifolyó karsztvíz és a normál karsztvízszint alatti oldódás, valamint kifagyásos aprózódás miatt jött létre. A térformája elágazó és többszintes. A vízszintes kiterjedése 20 méter. A hasadékszelvény, a körszelvény és az ellipszis szelvény a jellemző szelvénytípusa. A felső részén a hasadék jelleg az uralkodó, az alsó részén leginkább az oldásnyomok dominálnak.
Kürtő és akna, gömbüst, mennyezeti csatorna, szinlő, csorga, hullámkagyló, ujjbegykarr és kalcittelér található benne. Van egy két ponton a felszínre nyíló kürtője, amely egy észak–dél irányú hasadék és csak kötéllel járható. A sziklaüregben cseppkőbekérgezés és fennőtt, szkaleonéderes kalcit figyelhető meg. Denevérek is használják. Engedéllyel, a barlang nagy része barlangjáró alapfelszereléssel, néhány helyen kötéltechnikai eszközök alkalmazásával látogatható.
1970-ben volt először Farkas-kői-sziklaüregnek nevezve a barlang az irodalmában (Dely 1970). Előfordul a barlang az irodalmában Cserépvári üregek (Bertalan 1976), Farkaskő barlangja (Örvös 1962), Farkas-kői-barlang (Lénárt 1979), Farkaskői-sziklaüreg (Mottl 1940), Farkaskői sziklaüreg (Kadić 1933), Farkaskőlyuk (Dancza 2008), Kisfarkaskői-barlang (Regős 2003) és Kis Farkas-kői-barlang (Lénárt 1992) neveken is.

## Leletek
Kadić Ottokár szerint a Kőfülke nevű részben, a világosbarna, mészkőtörmelékes, barlangi agyagból előkerült csontok többsége barlangi medvecsont, amelyek főleg erős, hím állatoké voltak. Megtalálták benne a zergének egy szép szarvcsapját, a borznak egy sípcsont-töredékét, a szürke farkasnak néhány csontját, a vörös rókának két szemfogát, a nyusztnak egy szemfogát és egy nagy termetű lónak, valószínűleg az Equus abelinek a csontjait. Az Equus abelinek csak a végtagcsont-töredékei és egy metszőfoga került elő. Sok volt a feltört csontdarab a leletek között, amelyek közül némelyik hegyalakra kidolgozott és néhány, az erős használattól kopott darab volt, valamint az egyiknek az alakja a pointe cran típusra hasonlított.
Néhány durván megmunkált kvarcit-szilánk és kalcedon-szilánk, néhány primitív hegy, kaparó és penge volt a kitöltésben a csonteszközökön kívül. Az egyik, kalcedonopálból készült, középnagyságú kaparó, egy lapos, széles penge és két vastag, durva penge moustieri típusú. Két kisebb, hajlott, finomabb peremi megmunkálású darab inkább aurignaci típusú. A Sziklaodú nevű részében nem sok lelet volt.

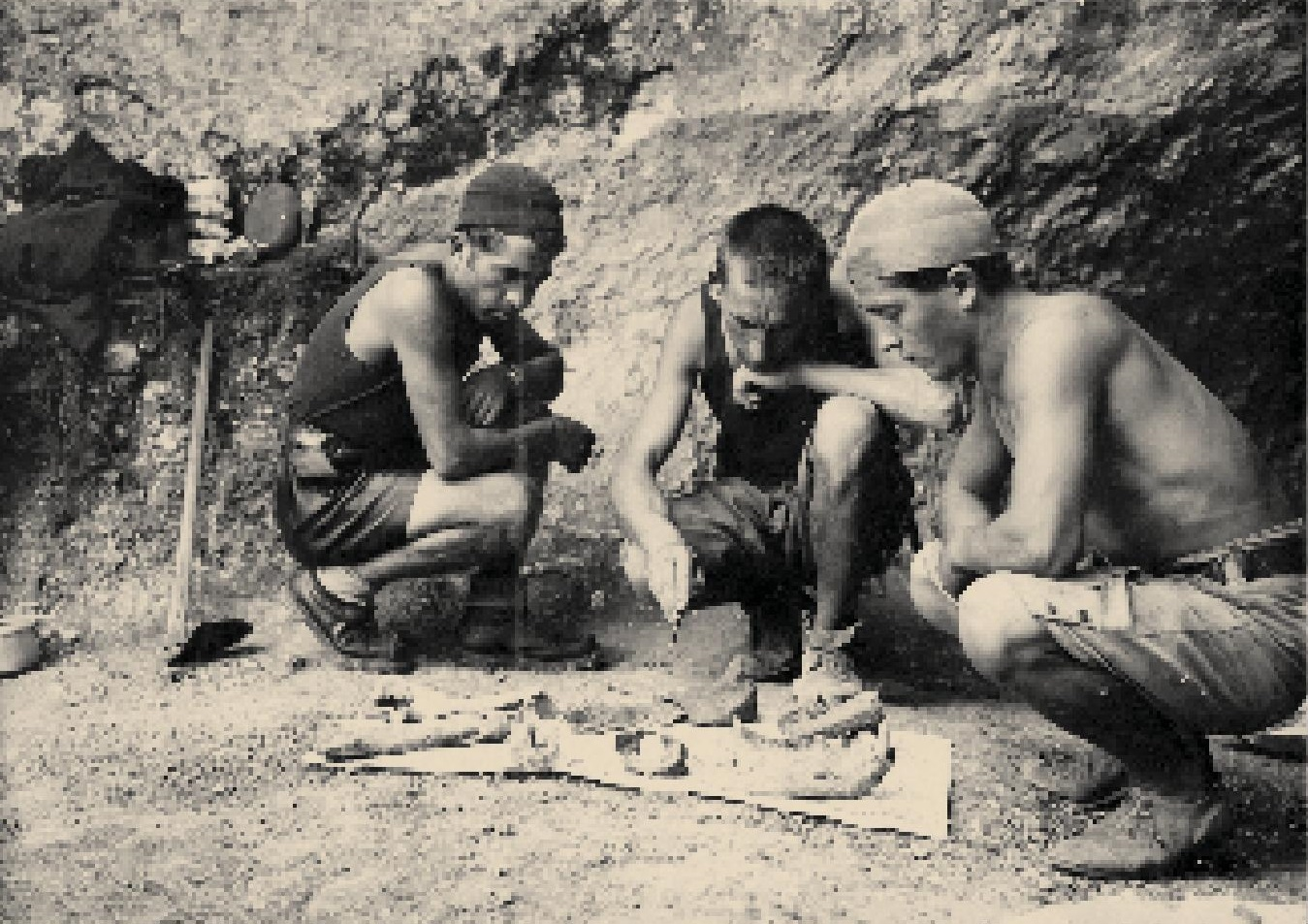
A II. fülkében talált medvecsontok

Ringer Árpád és Regős József szerint a bükki kultúrát néhány cseréptöredék képviselte. Az alatta elhelyezkedő, pleisztocén rétegekben egy darab felső paleolit penge és néhány jellegtelen szilánk volt. A mélyebb rétegekben egy kaparót és néhány olyan szilánkot találtak, amelyek a moustieri kultúrába sorolhatók. Regős József 2003-ban írt kéziratában megállapította, hogy a kitöltés rétegleírásában ellentmondások vannak. Kadić Ottokár 1940. évi publikációjában az olvasható Regős József szerint, hogy csak a világosbarna, mészkőtörmelékes, barlangi agyagban voltak leletek.
A Dancza János és Mottl Mária által készült térképen látható rétegek közül csak a humusz világosbarna, de ebben nem lehettek a barlangi medvecsontok paleolitokkal. Vértes László 1965-ben kiadott könyvében is csak a világosbarna, mészkőtörmelékes kitöltés szerepel, amelyet valószínűleg Kadić Ottokár 1940. évi leírása alapján közölt. Zavart okoz az is, hogy Vértes László az előkerült eszközöket a java Moustier-kultúrába sorolta, amely a Suba-lyuk alsó kultúrrétegével azonos. De Kadić Ottokár leírása szerint a suba-lyuki, világosbarna, barlangi agyag a felső kultúrréteghez tartozik.
A Kőfülke humuszában talált cserépedény-töredékekkel és a humuszban lévő, recens csontokkal Kadić Ottokár nem foglalkozott. A humuszból előkerült, holocén leletanyag múzeumi leltárba nem került Regős József szerint. Vértes László azt írta a paleolit anyagról, hogy egy kaparó és néhány szilánk moustieri típusú, egy penge felső paleolit jellegű és a többi pedig amorf szilánk. Érdekes, hogy a jellegű és a típusú jelzőket úgy használta mint Kadić Ottokár. T. Dobosi Viola az 1975-ös anyagában már biztos lelőhelyként, csak a középső paleolitikum Moustier-kultúrái között említette. Ebben az anyagban nem lett értékelve a felső paleolit anyag.

## Kutatástörténet

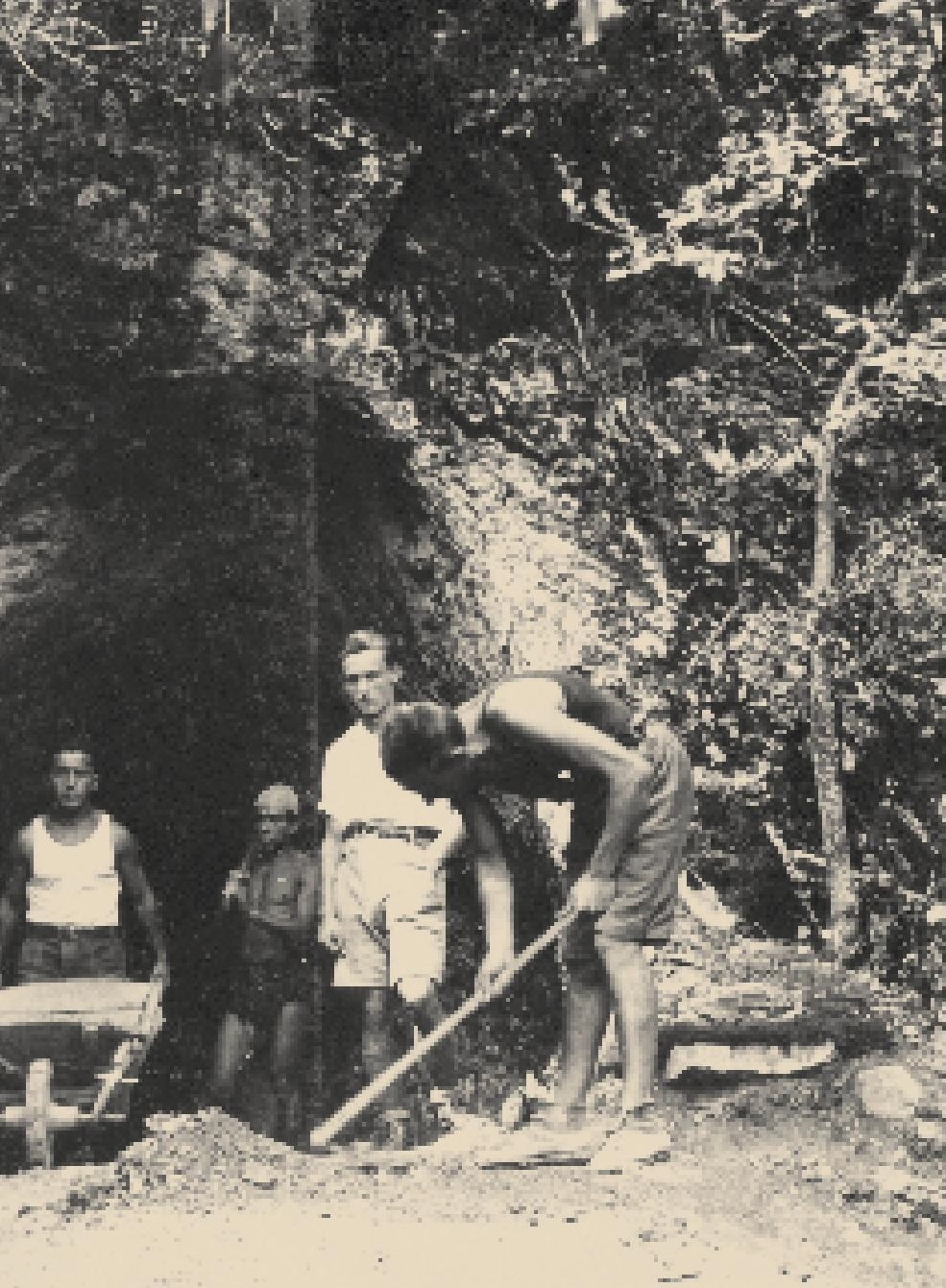
A II. fülke előtere feltárás közben

Az 1930-ban kiadott, Szmrecsányi Miklós által írt könyvben említve van, hogy a Farkas-kőn található egy barlang. 1931. január 14-én Dancza János megkereste és felmérte a sziklaüreget. Dancza János, vagy Mottl Mária a felmérés felhasználásával megrajzolta a barlang alaprajz térképét, 2 hosszmetszet térképét és 4 keresztmetszet térképét. 1932. május 3-án Dancza János mutatta meg Kadić Ottokárnak és Pálosi Ervinnek a barlangot, hogy felhívja figyelmüket a potenciális régészeti helyszínre. Kadić Ottokár kérésére, a Magyar Királyi Földtani Intézet megbízásából Dancza János, Fazekas László és Kovács József 1932. augusztus 18-tól augusztus 19-ig ásatást végeztek a barlangban.
Az 1933. évi Barlangvilágban napvilágot látott, Kadić Ottokár által írt jelentésben az olvasható, hogy Cserépváralja határában található és kőfülkéből, sziklaodúból és egy belső üregből áll, amelyből a hegytetőre egy kürtő vezet. Ezeket a részeket alacsony és szűk járatok kötik össze. Csak a kőfülke volt fontos ásatás szempontjából és ezt teljesen kiásták. A kőfülke külső részét humusz, belső részét pleisztocén agyag töltötte ki. Az elsőből történelem előtti cserépedény-töredékek és recens csontok, az utóbbiból pleisztocén állatcsontok, valamint néhány csonteszköz és kőeszköz került elő, amelyek valószínűleg a Moustier-kultúrába sorolhatók.
1934. február 25-én 7 óra 30 perckor, –1,5 °C külső hőmérsékletkor a barlang járószintjén, a középső részben –1 °C, a hátsó részben –0,35 °C volt a hőmérséklet. A járószinttől két méterrel magasabban, a középső részben –0,75 °C, a hátsó részben +0,3 °C volt a hőmérséklet. A barlangban mért, legnagyobb hőmérséklet-különbség 1,05 °C volt. A barlangi hőmérséklet és a külső hőmérséklet közti, legnagyobb hőmérséklet-különbség 1,8 °C volt. A Turisták Lapja 1937. évi évfolyamában megjelent, Schőnviszky László által írt publikáció szerint a barlang Cserépváralja határában, a Kisfarkaskő K-i oldalában, 26 m relatív magasságban van. Egy sziklaodúból, egy kőfülkéből és az ezeket összekötő folyosóból, egy hasadékból, egy belső üregből és egy kürtőből áll a Farkas-kői-sziklaüreg. Ásatáskor néhány, őskőkorszaki régészeti lelet és sok pleisztocén emlősmaradvány került elő.
A Búvár 1939. évi évfolyamában kiadott, Dancza János által írt publikációban az van írva, hogy a Farkaskőlyuk egy sziklaüreg kürtővel, amely a felső Moustier-kultúra és a neolitikum idején volt lakott és a folyóiratban közölte az 1934. évi hőmérsékletmérések eredményét. Az 1940. évi Barlangkutatásban részletesen ismertetve van, helye meg van jelölve a cserépfalui barlangok elhelyezkedését feltüntető egyik térképen és publikálva lettek a barlang Dancza János és Mottl Mária által készített térképei. A leírás szerint a barlang a Szár-völgy jobb oldalán, a Kis Farkaskő felső részén lévő szirtcsoportban, 367 m tengerszint feletti magasságban, 26 m relatív magasságban található.

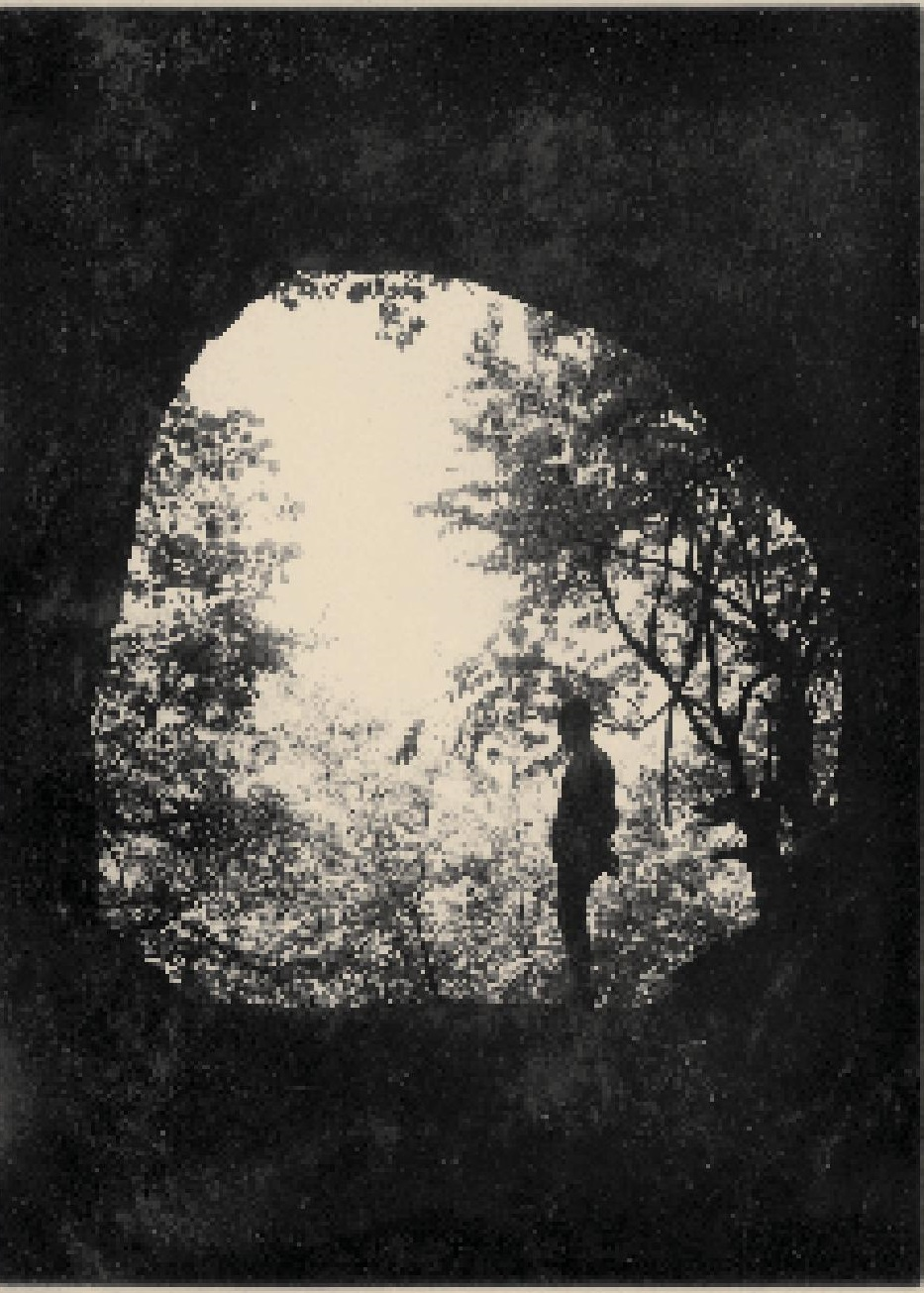
A sziklaüreg feltárás után, a II. fülke

A barlang egy magasan elhelyezkedő Sziklaodúból, a Sziklaodú mellett, mélyebben nyíló Kőfülke nevű részből, a két részt egybekapcsoló Összekötő-folyosóból, a Belső-üregből, a Kőfülke nevű részből a Belső-üregbe felvezető Beomlott-hasadékból és a Belső-üreg feletti Kürtőből áll. A Sziklaodúban kis, beöblösödő részek vannak, amelyek nyomásos erózió miatt alakultak ki. Az ásatásáról az lett írva, hogy 1932. július 18-tól 1932. augusztus 19-ig tartott a Kőfülke és a Sziklaodú nevű részeiben. Néhány cserépedény-töredék és recens gerinces állatok csontjai láttak napvilágot a Kőfülke vékony humusztakarójából, a pleisztocén kitöltésből pedig sok emlőscsont és néhány őskőkorszaki kőeszköz. A Sziklaodúnak csak egy részében volt ásatás és kevesebb leletet találtak, amelyek hasonlóak voltak a Kőfülke leleteihez.
A Sziklaodúban az ásatási terület az Összekötő-folyosó nyílásának az aljáig tartott, mert nem lehetett mélyebbre jutni a szűk helyen. Az Összekötő-folyosóban és a Felvezető-hasadékban nem voltak leletek. A dolgozatnak a barlanghoz kapcsolódó részéhez mellékelve lett Kovács Józsefnek két, 1932-ben készült fényképe, amelyek közül az egyiken a sziklaüreg vidéke a Farkaskővel az előtérben, a másikon a barlang kőfülkéjének ásatás előtti állapota látható. Az 1940-ben megjelent és Mottl Mária által írt publikációban részletesen le van írva a barlang és leletei. A dolgozatban az olvasható, hogy a gyér fauna indifferens összetétele és a kőeszközök kis száma alapján nem lehet pontosan megállapítani a sziklaüreg pleisztocén lerakódását. A vonatkozó résznél látható egy rajz a pointe à cran jellegű csonthegyről. A rajz mérete megegyezik a lelet méretével.
Az Országjárás 1942. évi évfolyamában meg lett említve, hogy a Bükk hegység egyik nevezetes barlangja a cserépváraljai Farkas-kő sziklaürege. Az 1958-ban napvilágot látott, A bükki kultúra elterjedése Magyarországon című tanulmány szerint Cserépváraljától északkeletre található. Leletanyagát a szerzők nem ismerték és Kadić Ottokár végzett ásatást benne 1932-ben. Az előkerült prehisztorikus cserépedények valószínűleg a bükki kultúra emlékei. Az 1962-ben kiadott, Bükk útikalauz című könyvben meg van röviden említve. Vértes László 1965-ben megjelent könyve szerint a Suba-lyuk Moustier-kultúrájával azonos jellegű a Farkaskői sziklaüreg leletanyaga. A Suba-lyuktól K-re kb. 3,5 km-re nyílik. Több odúból áll és kisméretű. Kadić Ottokár a Suba-lyuk ásatásával párhuzamosan tárta fel.
Mészkőtörmelékes, világosbarna kitöltés volt benne, amelyből jellegtelen, barlangi medvés fauna lett gyűjtve. Néhány moustiéri típusú szilánk, egy kaparó, egy felső paleolit jellegű penge és néhány amorf szilánk alkotja a régészeti anyagot. Valószínűleg átmeneti tanya volt a Kecskés-galyai-barlanggal azonos időben. A suba-lyuki java Moustier-kultúráéval egyezik meg eszközeinek nyersanyaga. Az 1970-ben megjelent, Bükk útikalauz című könyvben ismertetve van és a leírás szerint Cserépváralja északi határában nyílik. A Bertalan Károly és Schőnviszky László által összeállított, 1976-ban publikált Magyar barlangtani bibliográfia barlangnévmutatójában meg van említve a Bükk hegységben, Cserépváralján lévő barlang Farkas-kői-sziklaüreg néven. A barlangnévmutatóban fel van sorolva 8 irodalmi mű, amelyek foglalkoznak a barlanggal.

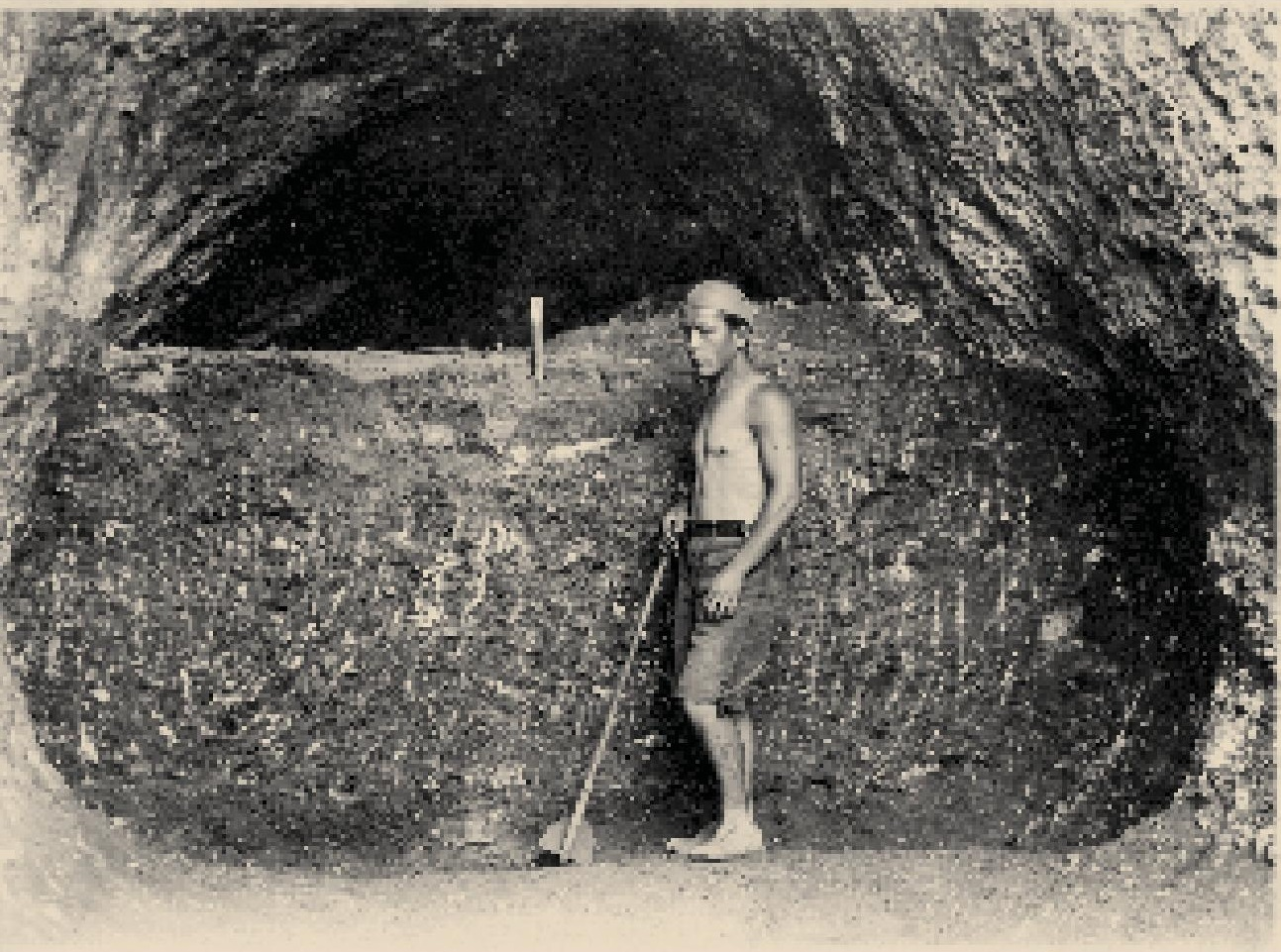
A II. fülke üregkitöltése, a keresztszelvény 2-es profilja

Az 1976-ban befejezett, Magyarország barlangleltára című kéziratban az olvasható, hogy a Bükk hegységben, Cserépváralján lévő Farkaskői sziklaüreg másik neve Cserépvári üregek. A Cserépvár alatt, a Farkaskőnél nyílik és ásatás volt benne. Egy sziklaodúból, egy kőfülkéből, ezeket összekötő folyosóból, egy kürtőből, egy hasadékból és egy belső üregből áll. A kézirat barlangra vonatkozó része egy publikáció alapján lett írva.
Az 1977-ben napvilágot látott, Bükk útikalauz című könyvben az van írva, hogy Cserépváralja ÉK-i határában, a Kis-Farkas-kő K-i oldalában, a Suba-lyuktól 3,5 km-re nyílik a barlang. Ásatásakor néhány Moustier-kultúrájú kőeszköz és barlangi medvecsontok kerültek elő. Valószínűleg átmeneti tanyahelye lehetett a suba-lyuki ősembernek. Az 1979-ben kiadott, Barlangok a Bükkben című könyv szerint a Cserépváraljáról induló piros jelzésű turistaút mellett található a több részből álló kis Farkas-kői-barlang, amelynek ásatásakor csontmaradványok és kőeszközök kerültek elő. A könyvhöz mellékelt, a Bükk hegység barlangokban leggazdagabb területét bemutató térképen látható a 87-es számmal jelölt barlang földrajzi elhelyezkedése.
Az 1984-ben napvilágot látott, Magyarország barlangjai című könyv országos barlanglistájában szerepel a Bükk hegységben lévő barlang Farkas-kői-sziklaüreg néven Farkaskő barlangja és Cserépvári üregek névváltozatokkal. A listához kapcsolódóan látható az Aggteleki-karszt és a Bükk hegység barlangjainak földrajzi elhelyezkedését bemutató 1:500 000-es méretarányú térképen a barlang földrajzi elhelyezkedése. A kiadványban az olvasható, hogy a suba-lyuki típusú kultúrához, illetve tágabb értelemben a bükki középső őskőkorszakhoz tartozik a barlang szórványlelete. Az 1986. évi Karszt és Barlangban Hevesi Attila azt publikálta, hogy a Kis-Farkas-kő K-re néző, 20 m magas sziklafalában van a rombarlangszerű sziklaüreg 17 m mély zsombolya és 6 m hosszú, 3–4 m széles, 2–3 m magas odúja. A tanulmányhoz mellékelve lett egy fénykép, amelyen látható a barlang. 1991. június 24-én Kiss János, a Marcel Loubens Barlangkutató Egyesület tagja egy elpusztult denevért és két repülő denevért észlelt a sziklaüregben.

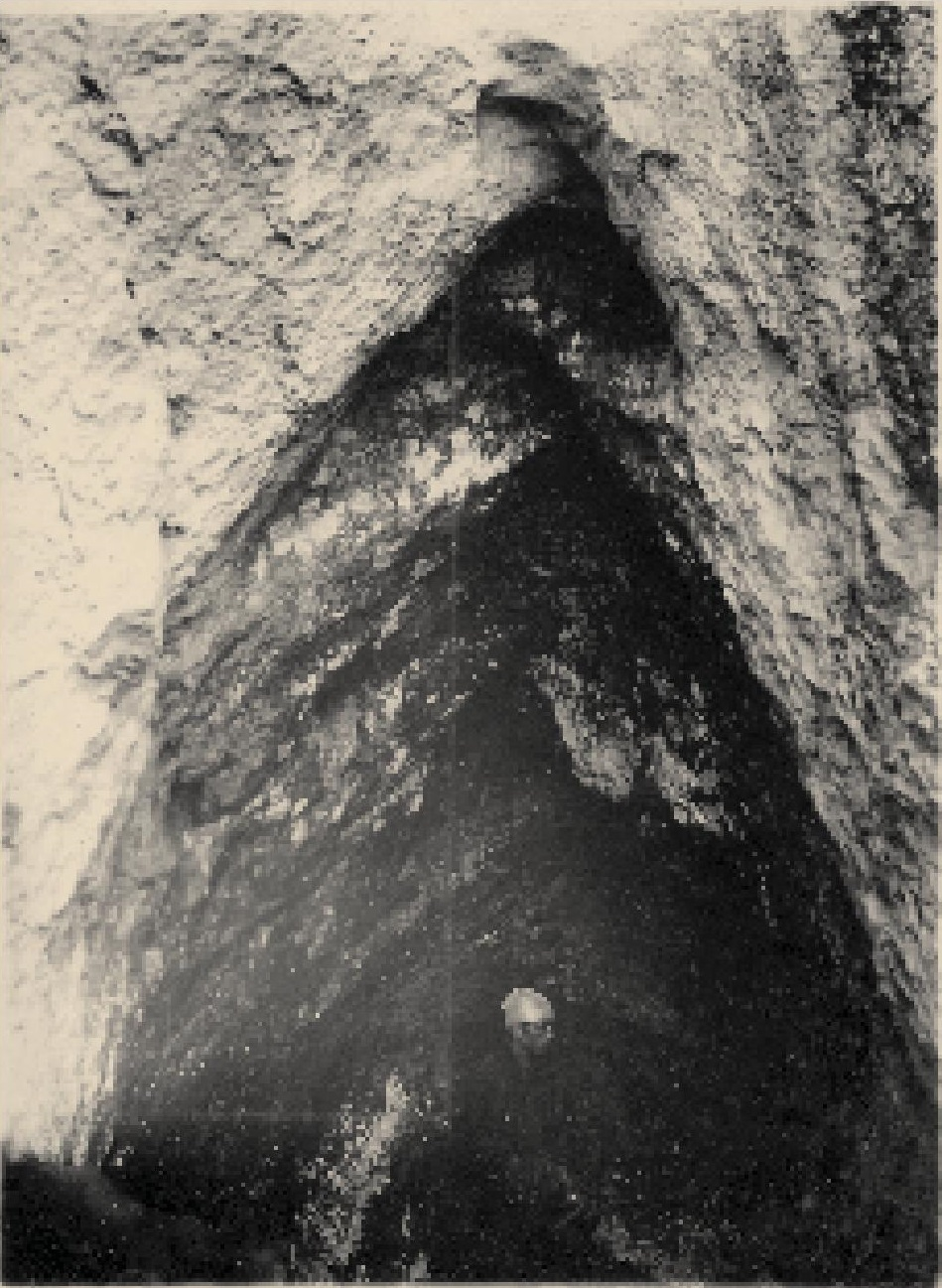
A sziklaüreg feltárás közben (I. fülke)

A barlang 2001. június 26-án írt és 2003. november 30-án javított állapotfelvételi kéziratában Regős József azt írta, hogy a Dancza János által készített vázlatos felmérés alapján készült, Mottl Mária által rajzolt térképek szerint a Farkas-kői-sziklaüreg 160 m³ térfogatú, 58 m hosszú, 20 m vízszintes kiterjedésű, 15,5 m függőleges kiterjedésű, 13,5 m magas és 2 m mély. A szabadon látogatható barlang helye a turistatérképeken rossz helyen, legalább 200 m-rel É-abbra van jelölve. A leírásban az olvasható, hogy a barlang 58 m-nél rövidebb. Regős József szerint, vázlatos mérés alapján a barlang hossza kb. 48,5 m, mert a Sziklaodú 7,5 m, a Kőfülke 7 m, az átjáró 8 m, a feljáró 5 m, az oldalkijárat legfeljebb 6 m, a Kürtő alsó kiszélesedése, ha oldalágnak van tekintve, akkor 7 m és a Kürtő 8 m hosszú. Lehet, hogy Dancza János felmérése óta egy omlás miatt lett rövidebb, de a barlang 1940-ben publikált térképei alapján ez nem megállapítható.
A Bükki Nemzeti Park Igazgatóság működési területén, a Bükk hegységben elhelyezkedő, 5394/22 kataszteri számú Farkas-kői-sziklaüreg, 2006. február 28-tól, a környezetvédelmi és vízügyi miniszter 8/2006. KvVM utasítása szerint, megkülönböztetett védelmet igénylő barlang. A Ringer Árpád és Regős József által írt, 2008-ban kiadott tanulmányban van egy térkép, amelyen a Bükk hegység fontosabb régibb kőkori lelőhelyeinek, pl. a Farkas-kői-sziklaüreg földrajzi elhelyezkedése látszik. A barlang az egyik jelentős barlangi lelőhely, amelyben a térkép szerint előfordul tipikus moustieri és valószínűleg késő őskőkorszaki kultúra. A térképet Ringer Árpád és Regős József adatainak felhasználásával Ludányi Csaba készítette.
A 2008-ban megjelent Suba-lyuk kronológia szerint 1932. július 18-án Kadić Ottokár kezdte el a Farkas-kői-sziklaüreg ásatását. A kiadványban napvilágot látott és Székely Kinga által írt tanulmány szerint Kadić Ottokár 1932. augusztus 14-én egy levelet írt a Magyar Királyi Földtani Intézet igazgatóságának, hogy a sziklaüreg ásatása befejeződik. A könyv egyik részében publikálva lett Kovács József 7 fényképe, amelyek a barlangot és a barlang ásatását mutatják be.
2009. május 2-án szerkesztette meg a barlang alaprajz térképét, 2 hossz-szelvény térképét és 2 keresztmetszet térképét Kovács Richárd. A térképek a barlang Kovács Jenő és Kovács Richárd által végzett felmérésének felhasználásával készültek. A felmérés szerint a barlang 41 m hosszú, 2 m mély és 13,5 m magas. A Bükki Nemzeti Park Igazgatóság működési területén lévő, 5394-22 kataszteri számú Farkas-kői-sziklaüreg, 2012. február 25-től, a vidékfejlesztési miniszter 4/2012. (II. 24.) VM utasítása szerint, megkülönböztetetten védett barlang. 2013. augusztus 12-től a belügyminiszter 43/2013. (VIII. 9.) BM rendelete szerint a Borsod-Abaúj-Zemplén megyei, cserépváraljai, 5394-22 barlangkataszteri számú és 21288 lelőhely-azonosítójú Farkas-kői-sziklaüreg régészeti szempontból jelentős barlangnak minősül.

## További irodalom
- Dancza János: Fűtési gondok a jégkorszakban. Búvár, 1939. (5. évf.) 347–351. o. (Megjelent a Természetbarátban is Voltak-e a jégkorszak emberének fűtési gondjai? címmel – 1934. (22. évf.) márc–máj. szám 3–4. o.)
- Hevesi Attila szerk.: Bükk útikalauz. Budapest, Sport, 1977. 80., 191., 339. o. (A Bükk-vidék barlangjai című fejezetet, a 49–88. oldalakat Dénes György írta.)
- Kadić Ottokár: Jelentés az 1932. évi barlangkutatásaimról. Kézirat. Budapest, 1932. 4 o. A kézirat megtalálható a Magyar Állami Földtani Intézet adattárában.